# Польчениго
Польчениго (итал. Polcenigo) — коммуна в Италии, располагается в регионе Фриули-Венеция-Джулия, в провинции Порденоне.
Население составляет 3228 человек (2008 г.), плотность населения составляет 65 чел./км². Занимает площадь 49 км². Почтовый индекс — 33070. Телефонный код — 0434.
Покровителем коммуны почитается святой апостол Иаков Старший, празднование 25 июля.

## Демография
Динамика населения:

## Галерея

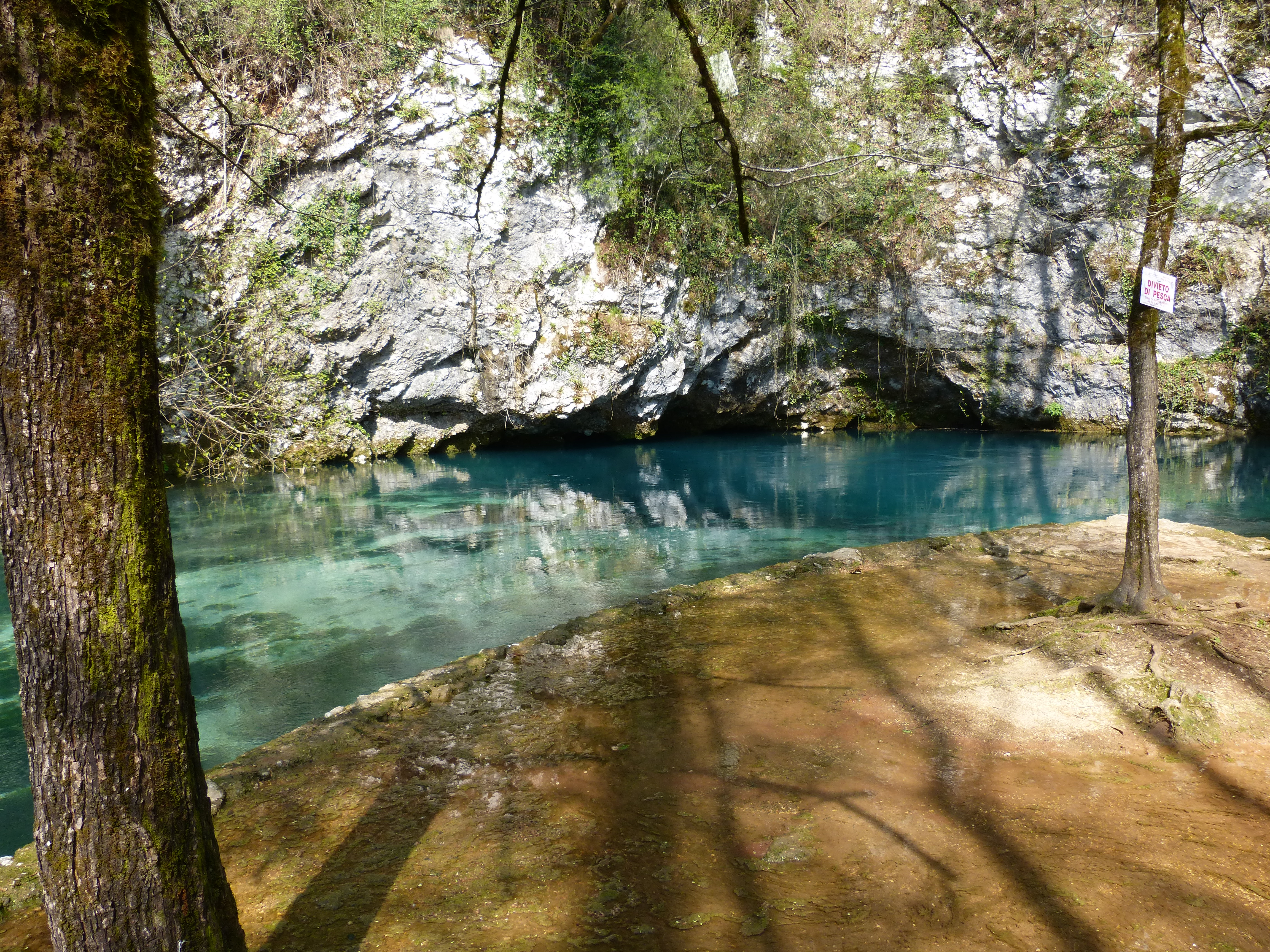
Исток реки Горгаццо
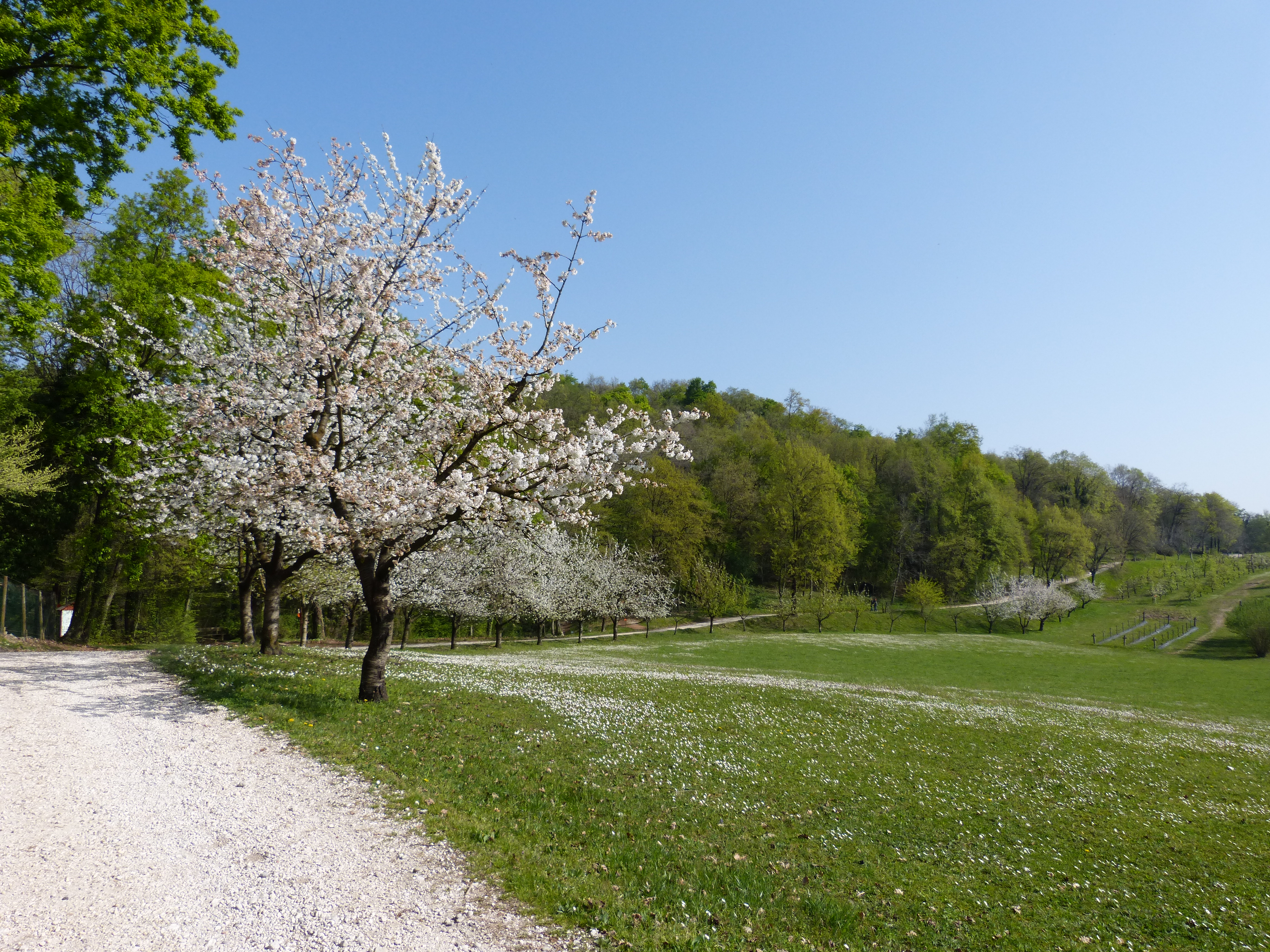
Парк св.Флориана
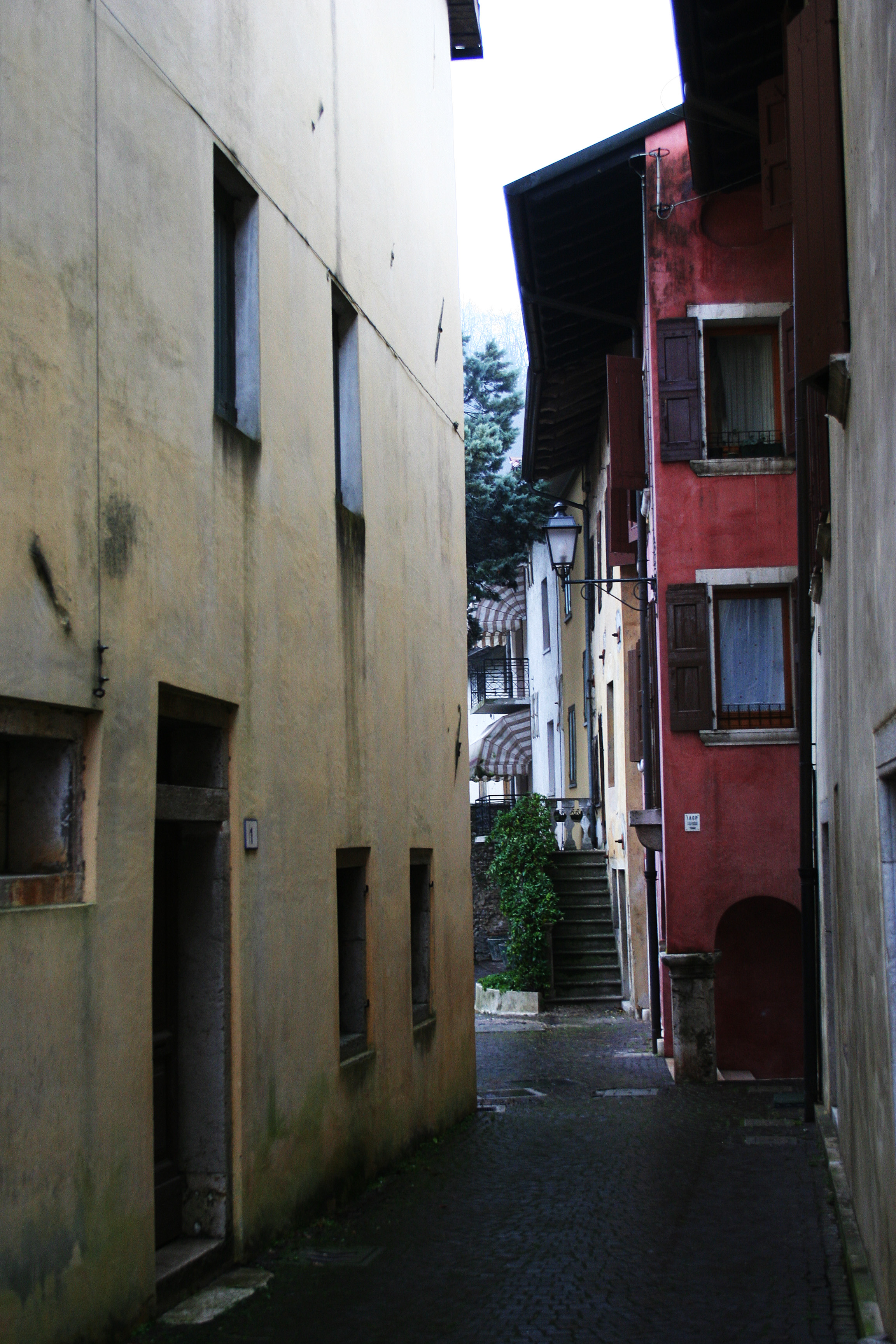
Vicolo del paese
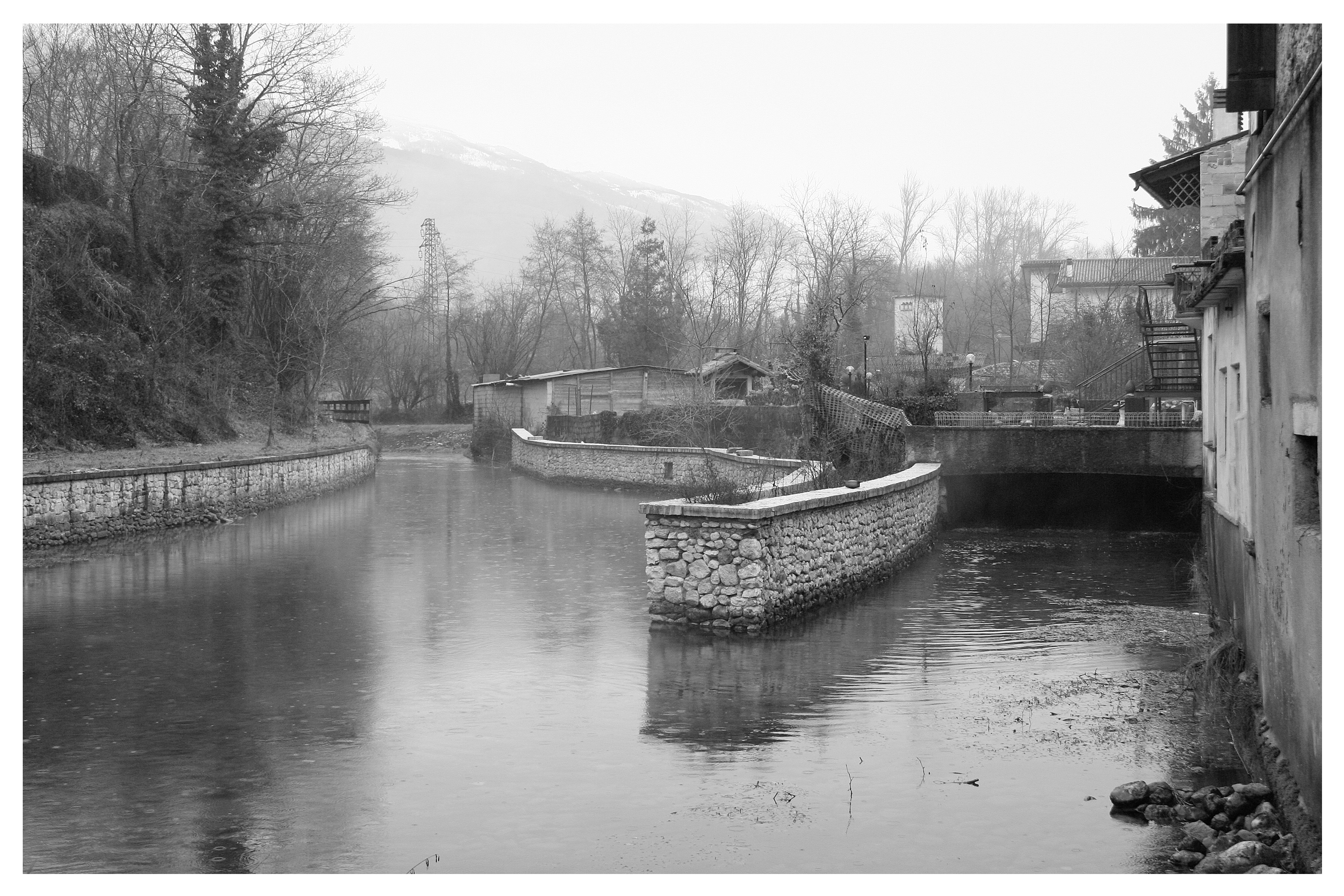
Старая мельница на реке Горгаццо
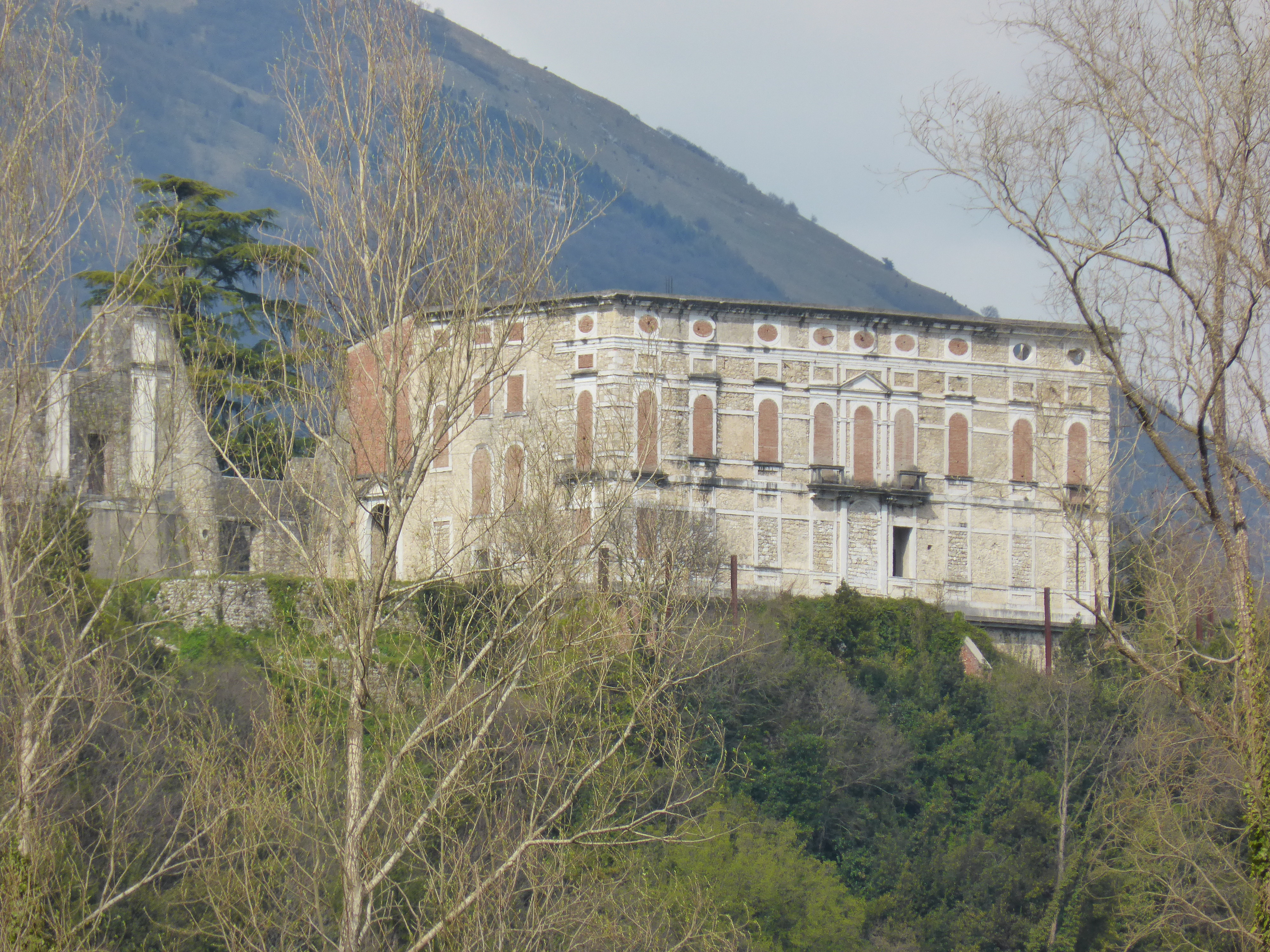
Замок Польчениго

## Администрация коммуны
- Официальный сайт: http://www.comune.polcenigo.pn.it/